# Клеман Акпа
Клема́н Акпа́ (фр. Clément Akpa; нар. 24 листопада 2001) — івуарійський футболіст, захисник французького клубу «Осер» і збірної Кот-д'Івуару.

## Клубна кар'єра
Вихованець команд «Вандевр», «Монруж» та «Мец». 2019 року почав виступати за резервну команду «Меца».
31 травня 2021 року приєднався до резервної команди «Осера». 3 червня 2022 року підписав з «Осером» свій перший професіональний контракт, що розрахований до літа 2024 року.
6 липня 2022 року відправився в сезонну оренду в «Орлеан», що виступає в чемпіонаті Насьйональ. 12 серпня 2022 року дебютував за нову конмаду в матчі Насьйоналя проти «Конкарно». 9 жовтня 2022 року в поєдинку Кубка Франції проти «Невіля» забив свій перший гол за клуб.
5 серпня 2023 року дебютував за «Осер» в матчі Ліги 2 проти «Валансьєна», вийшовши в стартовому складі. 11 серпня 2023 року продовжив контракт з «Осером» до літа 2026 року. В сезоні 2023–24 допоміг команді виграти Лігу 2 та вийти в еліту.
18 серпня 2024 року в матчі проти «Ніцци» дебютував у Лізі 1. 15 листопада 2024 року продовжив контракт з клубом до червня 2027 року.

## Кар'єра в збірній
10 березня 2025 року вперше викликаний до збірної Кот-д'Івуару головним тренером Емерсом Фае для участі в матчах відбіркового турніру до чемпіонату світу 2026 проти збірних Бурунді та Гамбії. 21 березня в поєдинку з Бурунді дебютував за збірну Кот-д'Івуару, вийшовши на заміну Емануелю Агбаду.

## Статистика виступів

### Клубна статистика
Станом на 17 серпня 2025 
| Клуб              | Сезон             | Чемпіонат         | Чемпіонат | Чемпіонат | Кубок | Кубок | Єврокубки | Єврокубки | Інші  | Інші | Всього | Всього |
| Клуб              | Сезон             | Дивізіон          | Матчі     | Голи      | Матчі | Голи  | Матчі     | Голи      | Матчі | Голи | Матчі  | Голи   |
| ----------------- | ----------------- | ----------------- | --------- | --------- | ----- | ----- | --------- | --------- | ----- | ---- | ------ | ------ |
| Мец II            | 2019–20           | Насьйональ 3      | 9         | 0         | —     | —     | —         | —         | —     | —    | 9      | 0      |
| Мец II            | 2020–21           | Насьйональ 2      | 9         | 0         | —     | —     | —         | —         | —     | —    | 9      | 0      |
| Мец II            | Всього            | Всього            | 17        | 0         | 0     | 0     | 0         | 0         | 0     | 0    | 17     | 0      |
| Осер II           | 2021–22           | Насьйональ 2      | 27        | 1         | —     | —     | —         | —         | —     | —    | 27     | 1      |
| Осер II           | 2023–24           | Насьйональ 2      | 1         | 0         | —     | —     | —         | —         | —     | —    | 1      | 0      |
| Осер II           | Всього            | Всього            | 28        | 1         | 0     | 0     | 0         | 0         | 0     | 0    | 28     | 1      |
| → Орлеан II       | 2021–22           | Насьйональ 3      | 1         | 0         | —     | —     | —         | —         | —     | —    | 1      | 0      |
| → Орлеан          | 2022–23           | Насьйональ        | 18        | 0         | 2     | 1     | —         | —         | —     | —    | 20     | 1      |
| Осер              | 2023–24           | Ліга 2            | 23        | 0         | 3     | 0     | —         | —         | —     | —    | 26     | 0      |
| Осер              | 2024–25           | Ліга 1            | 31        | 0         | 1     | 0     | —         | —         | —     | —    | 32     | 0      |
| Осер              | 2025–26           | Ліга 1            | 1         | 0         | 0     | 0     | —         | —         | —     | —    | 1      | 0      |
| Осер              | Всього            | Всього            | 55        | 0         | 4     | 0     | 0         | 0         | 0     | 0    | 59     | 0      |
| Всього за кар'єру | Всього за кар'єру | Всього за кар'єру | 119       | 1         | 6     | 1     | 0         | 0         | 0     | 0    | 125    | 2      |

### Міжнародна статистика
Станом на 10 червня 2025 
| Збірна            | Сезон             | Товариські | Товариські | Офіційні | Офіційні | Всього | Всього |
| Збірна            | Сезон             | Матчі      | Голи       | Матчі    | Голи     | Матчі  | Голи   |
| ----------------- | ----------------- | ---------- | ---------- | -------- | -------- | ------ | ------ |
| Кот-д'Івуар       |                   |            |            |          |          |        |        |
| 2025              | 1                 | 0          | 2          | 0        | 3        | 0      |        |
| Всього за кар'єру | Всього за кар'єру | 1          | 0          | 2        | 0        | 3      | 0      |

### Матчі за збірну
Станом на 10 червня 2025 
| Матчі Клемана Акпа за збірну Кот-д'Івуару | Матчі Клемана Акпа за збірну Кот-д'Івуару | Матчі Клемана Акпа за збірну Кот-д'Івуару | Матчі Клемана Акпа за збірну Кот-д'Івуару | Матчі Клемана Акпа за збірну Кот-д'Івуару | Матчі Клемана Акпа за збірну Кот-д'Івуару | Матчі Клемана Акпа за збірну Кот-д'Івуару | Матчі Клемана Акпа за збірну Кот-д'Івуару |
| №                                         | Дата                                      | Суперник                                  | Рахунок                                   | Голи                                      | Картки                                    | Хвилини                                   | Змагання                                  |
| ----------------------------------------- | ----------------------------------------- | ----------------------------------------- | ----------------------------------------- | ----------------------------------------- | ----------------------------------------- | ----------------------------------------- | ----------------------------------------- |
| 1                                         | 21 березня 2025                           | Бурунді                                   | 1–0                                       |                                           |                                           | 25'                                       | Відбіркові матчі ЧС-2026                  |
| 2                                         | 24 березня 2025                           | Гамбія                                    | 1–0                                       |                                           |                                           | 34'                                       | Відбіркові матчі ЧС-2026                  |
| 3                                         | 10 червня 2025                            | Канада                                    | 0–0 (пен. 5–4)                            |                                           |                                           | 90'                                       | Товариський матч                          |

Всього: 3 матчі / 0 голів; 3 перемоги, 0 нічиїх, 0 поразок.

## Досягнення
«Осер»
- Переможець Ліги 2: 2023–24[15]